# Hugo Assmann
Hugo Assmann (ur. 22 lipca 1933 w Venâncio Aires, zm. 22 lutego 2008 w Piracicaba) – brazylijski teolog katolicki, filozof, socjolog. Jeden z pionierów teologii wyzwolenia, współzałożyciel Departamento Ecuménico de Investigaciones (DEI) w Kostaryce. Znany z krytyki kapitalizmu oraz rozwijania relacji między teologią a naukami społecznymi.

## Życiorys
Urodził się w rodzinie pochodzenia niemieckiego jako jedno z sześciorga dzieci. W latach 1951–1960 studiował filozofię w Centralnym Seminarium w São Leopoldo, a następnie teologię na Papieskim Uniwersytecie Gregoriańskim w Rzymie. W 1958 przyjął święcenia kapłańskie.
W 1961 obronił doktorat z teologii na Uniwersytecie Gregoriańskim, przedstawiając rozprawę pt. A dimensão social do pecado, w której sformułował podstawy swojego późniejszego, wyzwalającego podejścia do teologii. Uzupełniał wykształcenie z zakresu socjologii i komunikacji społecznej na Uniwersytecie Johanna Wolfganga Goethego we Frankfurcie nad Menem, prowadził też badania w Münster.
Po powrocie do Brazylii zamieszkał w Porto Alegre, gdzie pełnił funkcję wikariusza parafii Matki Bożej z Montserrat i wykładał w seminarium duchownym w Viamão. W tym okresie rozwijał koncepcję teologii rozwoju, publikując artykuły w czasopiśmie „Seminário” (później „Ponto Homem”).
Po zamachu stanu w Brazylii w 1964 i przejęciu władzy przez juntę wojskową, udał się na emigrację. Przebywał kolejno w Urugwaju, Boliwii i Chile, gdzie rozwijał idee teologii rewolucyjnej. W 1973 opublikował przełomowe dzieło Teología desde la praxis de la liberación, które zapoczątkowało jego istotny wkład w rozwój teologii wyzwolenia.
Po obaleniu rządu Salvadora Allende przeniósł się do Kostaryki. W 1974, wraz z m.in. Franzem Hinkelammertem i José Duque, współtworzył w San José Departamento Ecuménico de Investigaciones (DEI) – ośrodek badań i debat teologicznych, który stał się jednym z głównych centrów intelektualnych teologii wyzwolenia w Ameryce Łacińskiej. W 1976 był współzałożycielem Ekumenicznego Stowarzyszenia Teologów Trzeciego Świata, a później także Brazylijskiego Towarzystwa Teologii i Studiów Religijnych.
W 1981 powrócił do Brazylii, obejmując stanowisko profesora filozofii edukacji i komunikacji na Uniwersytecie Metodystycznym w Piracicaba (stan São Paulo). Łącznie spędził 12 lat na emigracji, m.in. w Niemczech i krajach Ameryki Łacińskiej.
Był jednym z pierwszych teologów systematycznie wprowadzających narzędzia i kategorie nauk społecznych do refleksji teologicznej. Znany był z ostrej krytyki kapitalizmu, który określał mianem „idolatrii rynku”. Angażował się w działania na rzecz ubogich i społecznie wykluczonych.